# جوناتان جيرمانو
جوناتان جيرمانو (بالإسبانية: Jonatan Germano)‏ (1 يناير 1988 بسان نيكولاس دي لوس آرويوس في الأرجنتين - ) هو لاعب كرة قدم أرجنتيني في مركز الوسط. لعب مع إستوديانتيس دي لا بلاتا وسبورتيفو لوكوينو ونادي رييكا ونادي ملبورن سيتي وAvondale FC ‏.

## وصلات خارجية
- جوناتان جيرمانو على موقع قاعدة بيانات كرة القدم.إي يو (الإنجليزية)